# Michiko Miyamoto
Michiko Miyamoto (宮元美智子?; Shiga, 9 aprile 1986) è un'ex cestista giapponese.

## Carriera
Con il Giappone ha disputato i Campionati mondiali del 2014.